# Saint-Lupicin
Saint-Lupicin era una comuna francesa situada en el departamento de Jura, de la región de Borgoña-Franco Condado, que el uno de enero de 2017 pasó a ser una comuna delegada de la comuna nueva de Coteaux-du-Lizon al unirse con la comuna de Cuttura.

## Demografía
| Gráfica de evolución demográfica de Saint-Lupicin entre 1800 y 2014 |
|                                                                     |

Los datos demográficos contemplados en este gráfico de la comuna de Saint-Lupicin se han cogido de 1800 a 1999 de la página francesa EHESS/Cassini, y los demás datos de la página del INSEE.